# Papir Oxirinc 1007
El Papir LXX Oxirinc 1007, abreujat com LXXP.LXXP.Oxi.VII.1007, és un fragment en grec d'un manuscrit de la Septuaginta escrit en pergamí, en forma de còdex. Aquest és un dels manuscrits descoberts a Oxirinc; ha estat catalogat amb el número 1007. Paleogràficament es va datar al segle iii.

## Descripció
El manuscrit conté seccions del Gènesi, (Gen 2,7-9.16-19.23 - 3,1.6-8). A Gen 2,8.18 conté el Tetragràmaton escrit amb la lletra yud al doble. Aquest és un dels fragments de la Septuaginta que contenen el nom de Déu. El fragment es va publicar a The Oxyrhynchus Papyri, part VII, editat i traduït per Artur S. Hunt, Londres, 1910, pàgines 1 i 2.
El fragment es va catalogar amb el número 907 a la llista de manuscrits de la Septuaginta segons la classificació d'Alfred Rahlfs i com VH 5 i LDAB 3113.

## Ubicació actual
Actualment el manuscrit es guarda al departament de manuscrits, a la Biblioteca Britànica situada a Londres.